# Буревестник (стадион, Самара)
«Буреве́стник» — один из самых старых стадионов Самары, разрушен в 2010 году.

## Наименования
- Физкультурная база ГТО №1
- Городской стадион «имени Красного спортивного Интернационала»
- 1936—1941 Спартак
- 1942—1949 Крылья Советов
- 1949—1955 Наука
- 1955—2010 Буревестник

## История
Стадион «Буревестник» был открыт 3 июля 1930 года. Он стал вторым стадионом в Самаре после «Локомотива». Стадион «Локомотив» начал строиться в 1924 году. Стадион «Буревестник» построен, частично, на церковном кладбище Петропавловского собора, частично на месте Петропавловской площади. Сначала стадион был известен, как стадион «краев(ск)ого совета физкультуры», «Наука». До войны на стадионе проходила сдача норм комплекса ГТО.
Первые футбольные матчи:
| 5 июля 1930 | Сб. пищевиков Средне-Волжского края | 0:5 | Пищевики (Москва) | Самара |

| 7 июля 1930 | Сб. Самары | 0:2 | Пищевики (Москва) | Самара |

В 1937—38 годах на стадионе игрались матчи Кубка СССР.
| 30 мая 1937 1/32 финала | Спартак (Куйбышев) | 1:4   | Торпедо (Москва)     | Самара                                                       |
| | Семёнов 55′        | отчёт | 12′ Рязанцев · 49′ · | Стадион: Спартак Зрителей: 10 000 Судья: Иконников (Горький) |
| Спартак (Куйбышев): Кальченко, Сикерин, Крючков, Васильев, Гудков , Ратушнов, Буланов, Основин, Алякринский, Семёнов, Голубкин Торпедо (Москва): Виноградов, Поляков, Епишин, Маслов , Загрецкий, Орлов, Рязанцев, Листиков, Семёнов, Ершов, Емельянов |                    |       |                      |                                                              |

| 12 июля 1938 1/128 финала                                                                                                 | Спартак (Куйбышев) | 0:2   | Динамо (Сталинград)       | Самара                                                      |
| |                    | отчёт | 24′ Шляпин · 49′ Расходов | Стадион: Спартак Зрителей: 6000 Судья: Ключников (Куйбышев) |
| Спартак (Куйбышев): Кальченко, Мингайлов, Сикерин, Голубкин, Яковлев, Гудков , Основин, Ратушнов, Иванов, Жачкин, Сесарев |                    |       |                           |                                                             |

В 1/32 финала «Спартак», вместимостью на тот момент 3'000 зрителей, на своём поле в присутствии 10'000 зрителей проиграл «Торпедо» (Москва) (1:4, 30.05). Газета «Волжская коммуна» писала, что желающих попасть на матч было в 3 раза больше и его надо было проводить на стадионе «Локомотив».
Команда «Торпедо» (Москва) пошла на встречу болельщикам Самары и провела для всех не попавших на игру зрителей товарищеский матч (2 июня) и победило вновь 4:1.
В войну на стадионе формировались отряды добровольцев, отправлявшихся на Великую Отечественную, в память о митинге, посвящённом отправке на фронт 8 ноября 1941 года 65-й стрелковой дивизии, на котором выступали М. И. Калинин и К. Е. Ворошилов на стадионе была установлена мемориальная доска.
30 июля 1944 на стадионе состоялся матч 1/16 финала Кубка СССР между «Крыльями Советов» и московским «Локомотивом» 
(счет 1:5).
| 31 июля 1944 1/16 финала | Крылья Советов (Куйбышев) | 1:5 | Локомотив (Москва) | Куйбышев                                        |
|                          |                           |     |                    | Стадион: Крылья Советов Судья: Н.Вельс (Москва) |

В начале 1949 года началось строительство второй троллейбусной линии от улицы Куйбышева по улицам Ленинградской, Самарской, Чкалова до Никитинской площади и стадиона «Наука» (ныне «Буревестник»), на месте стадиона планировалось строительство троллейбусного депо, но депо построили чуть дальше.
После войны «Буревестник» был базой конькобежцев и фехтовальщиков. На стадионе «Буревестник» проводили чемпионаты страны в рамках турнира на призы газеты «Советская Россия» по конькобежному спорту.
К зимнему сезону 1960-1961 годов стадион «Буревестник» был реконструирован. Было приведено в порядок футбольное поле, построены трибуны на 8000 мест и двухэтажный административный корпус (снесен весной 2018 года). У «Буревестника» появилась своя специализация: летом — легкая атлетика, зимой — конькобежный спорт.
Стартовала обновленная спортивная арена с Чемпионата СССР по конькобежному спорту среди женщин. Он прошел 21-22 января 1961 года. Медали завоевали легенды конькобежного спорта — Валентина Стенина взяла золотую медаль, серебро —  Инга Воронина (Артамонова), а бронзой довольствовалась «Уральская молния» Лидия Скобликова.
На стадионе была база для гребцов с уникальным гребным бассейном.
В 1998 году на первенстве страны среди школ олимпийского резерва Самарская детская спортивная школа по конькобежному спорту стала первой. Пять человек в разных возрастных категориях завоевали «золото» на первенстве России, выполнили нормативы мастеров спорта.
В этом же году Федерация независимых профсоюзов Самарской области (ФНПСО) отдала стадион под продуктовый рынок. Позже рынок со стадиона убрали, но оказывается, что это было только начало злоключений «Буревестника». В мае 2003 года решением арбитражного суда Самарской области «Буревестник», ранее находившийся в муниципальной собственности, был передан в бессрочное пользование Федерации независимых профсоюзов Самарской области (ФНПСО).
С 2003 по 2007 год «Буревестник» ещё функционировал как спортивный объект, проводились разные ведомственные турниры, в спорткомплексе продолжались тренировки.

### Продажа и разрушение
В 2007 году управление спортсооружений ФПСО под руководством депутата Госдумы Веры Лекаревой отдало стадион под продуктовый рынок. Земельный участок продолжал находиться в собственности организации. Продажу комплекса руководство федерации объясняло тем, что у профсоюзов нет средств на содержание стадиона.
Летом 2008 года «Буревестник» был продан в очередной раз, а земельный участок под стадионом был отдан новому владельцу.
В качестве покупателя выступило ООО «Форсаж», подконтрольное самарскому бизнесмену Алексею Шаповалову (сеть игорных заведений Las-Vegas).
В планах компании было строительство на территории стадиона нового гостинично-развлекательного комплекса, все спортивные секции вынуждены были покинуть территорию стадиона.
Несмотря на многочисленные обращения депутатов от ЛДПР стадион прекратил существовать.
Новый собственник отстоял своё право на приобретённое.
Летом 2010 года на стадионе «Буревестник» появилась автостоянка.
Осенью 2010 года начался демонтаж забора, ворот и трибун на стадионе «Буревестник».
В защиту стадиона проходили митинги. Городские власти вели переговоры с собственником земли под стадионом. Прокуратура намеревалась отсудить стадион.
Всё это на некоторое время остановило планы по застройке стадиона. Зимой на месте «Буревестника» работал каток и ёлочный базар.
В марте 2011 года на месте стадиона опять началось строительство торговых павильонов.
За то время, пока районный суд рассматривал претензии прокуратуры к собственнику бывшего спортсооружения, предприятию «Форсаж», был изменён вид разрешённого землепользования участка, на котором располагался стадион. Теперь это «Центр обслуживания туристов».
Самарский областной суд отменил незаконное определение Ленинского районного суда, и запретил возводить на бывшей территории стадиона «Буревестник» сооружения не связанные с объектами спорта.

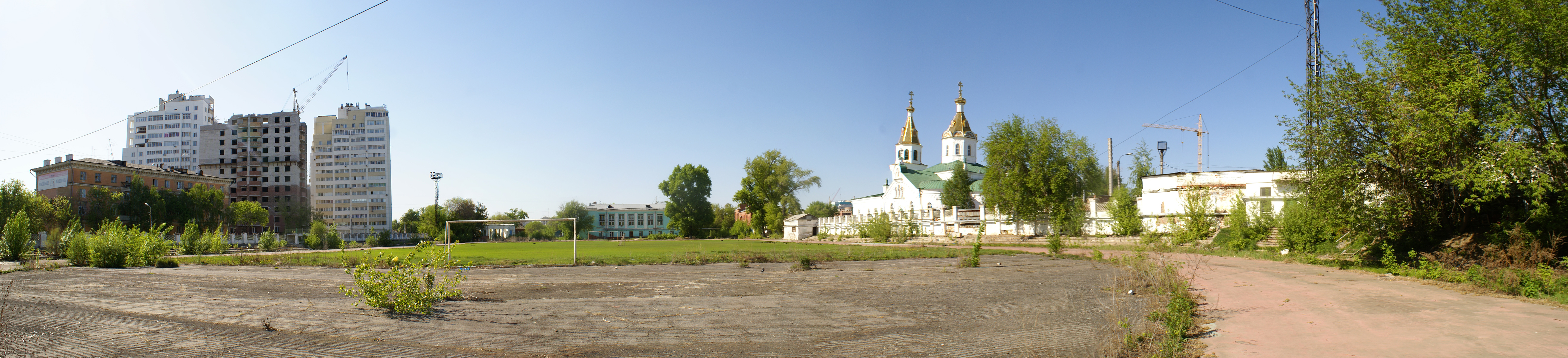
Панорама стадиона 2010 года